# Cantoin
Cantoin (okzitanisch: Cantoenh) ist ein Ort und eine südfranzösische Gemeinde mit 312 Einwohnern (Stand: 1. Januar 2022) im Département Aveyron in der Region Okzitanien. Der Ort gehört zur ehemaligen Grafschaft Carladès in der historischen Provinz Rouergue. Cantoin ist Teil des Arrondissements Rodez und des Kantons Aubrac et Carladez. Die Einwohner werden Cantoinais genannt.

## Lage
Cantoin liegt etwa 57 Kilometer nordnordöstlich von Rodez. Die Truyère begrenzt die Gemeinde im Norden. Ihr Nebenfluss Lebot und dessen Zufluss Ruols verlaufen im Osten. Das Gemeindegebiet gehört zum Regionalen Naturpark Aubrac. 
Umgeben wird Cantoin von den Nachbargemeinden Paulhenc im Norden, Lieutadès im Osten, Argences en Aubrac im Süden und Westen sowie Thérondels im Nordwesten.

## Bevölkerungsentwicklung
| Jahr      | 1962 | 1968 | 1975 | 1982 | 1990 | 1999 | 2006 | 2019 |
| Einwohner | 547  | 490  | 398  | 402  | 390  | 312  | 322  | 310  |

Quellen: Cassini und INSEE

## Sehenswürdigkeiten
- Kirche Saint-Saturnin

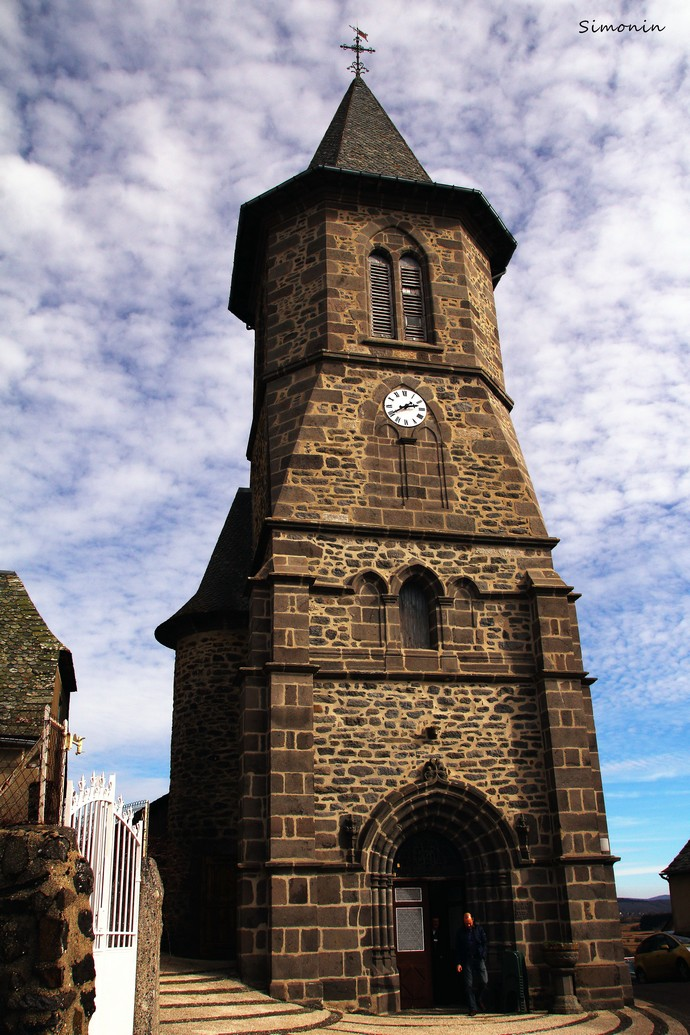
Kirche Saint-Saturnin

- Kirche Sainte-Foy im Ortsteil Chaniez
- Kirche Saint-Blaise im Ortsteil Vines
- Kirche Saint-Étienne im Ortsteil Séverac
- Kirche Saint-Jacques im Ortsteil Liamontou
- Kapelle Sainte-Madeleine (Cissac)
- Kapelle à identifier (la Bastide)
- Schloss Le Cantoinet aus dem 14. Jahrhundert